# Timolol
A timolol egy béta-receptor antagonista, a propranololhoz hasonló hatással. A timololt alkalmazzák magas vérnyomás, szívritmuszavarok, anginás panaszok és zöld hályog (glaukóma) kezelésére. Migrénes fejfájás és tremor kezelésében is használható.

## Hatásmechanizmus
A timolol egy nem-szelektív β-receptor blokkoló; intrinszik szimpatomimetikus aktivitással nem rendelkezik és nincs membránstabilizáló hatása.
Szájon át történő alkalmazás esetén a timolol gátolja a katekolaminok kötődését a β1 receptorokoz (szívben és erek simaizmaiban), valamint β2 receptorokhoz (hörgőkben és erek simaizmaiban). A β1 receptorok blokkolása által a timolol csökkenti a perctérfogatot és pulzusszámot, valamint a szisztolés és diasztolés vérnyomást. A β2 receptorok blokkolása fokozott perifériás érellenállást okoz. 
Szemészeti alkalmazása esetén csökkenti a szembelnyomást. A szembelnyomás csökkentő hatásmechanizmusa nem teljesen ismert, legvalószínűbb, hogy a timolol a csarnokvíz termelődésének csökkentésével fejti ki hatását.

## Farmakokinetika
Szájon át történő alkalmazása során a biológiai hasznosulása 60%. Kis mértékben kötődik fehérjékhez (10%). Metabolizációja elsősorban májban, a CYP2D6 izoenzim útján valósul meg. Felezési ideje 2,5-5 óra. A timolol és metabolitjai elsősorban vizelettel ürülnek a szervezetből.
A szemészeti készítmények alkalmazása során, a hatóanyag felszívódik és szisztémás hatást is kifejt, ezért az ellenjavallatok és mellékhatások ezekre a készítményekre is vonatkoznak.

## Javallat
Szájon át alkalmazzák magasvérnyomás, anginás fájdalom, szívritmuszavarok kezelésére. Alkalmazása kiterjed migrénes fejfájás és tremor kezelésére is.
Szemészeti készítményeit alkalmazzák nyílt zugú glaukóma és emelkedett szembelnyomás kezelésére. Társítható prosztaglandin analógokkal, paraszimpatomimetikumokkal, karbonanhidráz gátlókkal.

## Ellenjavallat
- Asztma
- Krónikus obstruktív légúti betegség
- Bradycardia
- Atrioventrikuláris blokk
- Szívelégtelenség
- Kardiogén sokk

## Mellékhatások
A szemészeti készítmények alkalmazása után leggyakrabban jelentkező mellékhatás a szúró, égető érzés az alkalmazás helyén. Ritkábban előforduló mellékhatások: fejfájás, fáradékonyság, szédülés, hányinger.

## Túladagolás
A timolol szemészeti készítményeinek túladagolása a szisztémásan alkalmazott β-blokkolókhoz hasonló tüneteket válthat ki, úgymint szédülés, fejfájás, légszomj, bradycardia, bronchus görcs. Súlyosabb esetben szívmegállás is felléphet.

## Készítmények
Magyarországon forgalomba lévő készítmények:
- Timolol tartalmú szemcseppek: Huma-Timolol (Teva), Arutimol (Chauvin-Ankerpharm), Cusimolol (Alcon Cusi), Oftan Timolol (Santen)
- Timolol és brimonidin tartalmú szemcsepp: Combigan (Allergan Pharmaceuticals)
- Timolol és brinzolamid tartalmú szemcsepp: Azarga (Alcon Lab.)
- Timolol és dorzolamid tartalmú szemcseppek: Dorzolamid/Timolol (Teva), Glamzolid (Vera Pharma), Cosopt Uno (MSD Pharma), Cosopt Ocumeter (MSD Pharma), Venturax (Pannonpharma), Aprolat (Jelfa), Dozopres Combi (Valeant Pharma), Kiranol (Actavis), Dorzolep Komb (Extractum-Pharma), Dorsocomb (Gerhard Mann Chem)
- Timolol és pilokarpin tartalmú szemcseppek: Fotil (Santen), Fotil Forte (Santen)
- Timolol és travoproszt tartalmú szemcsepp: DuoTrav (Alcon Lab.)
- Timolol és bimatoproszt tartalmú szemcsepp: Ganfort (Allergan Pharmaceuticals)
- Timolol és latanoproszt tartalmú szemcseppek: Timlatan (Jelfa), Precisa (Pfizer), Xalacom (Pfizer), Biglatan (Teva), Xaloptic Combi (Polpharma), Occhistil (Actavis), Latapres Combi (Valeant Pharma), Arucom (Gerhard Mann Chem)